# Santa Cruz de Los Taques
 Santa Cruz de Los Taques es la capital del municipio Los Taques, en la península de Paraguaná del estado Falcón, Venezuela.
Históricamente la localidad de Los Taques tuvo relevancia como puerto después del cabo San Román. Su nombre figura desde el descubrimiento del continente. Los Taques fue un lugar de preferencia para concentración y adiestramiento de fuerzas navales realistas y patriotas por su estratégica posición, costas accesibles y aguas profundas y quietas.
En su historia contemporánea constituyó una plaza de gran actividad comercial de donde salían cargamentos de dividive, queso, ganado, pescado y llegaban los veleros cargados con las mercancías de consumo local.
Durante las temporadas vacacionales, turistas se dirigen a esta población con el propósito de disfrutar de sus playas, que son su principal atractivo.